# 朗特伊
朗特伊（法語：Lanteuil，法語發音：[lɑ̃tœj]）是法国科雷兹省的一个市镇，位于该省南部偏西，属于布里夫拉盖亚尔德区。

## 地理
朗特伊（45°7'48"N, 1°39'32"E）面积22.47 平方千米，位于法国新阿基坦大区科雷兹省，该省份为法国中南部省份，北起上维埃纳省和克勒兹省，西接多爾多涅省，南至洛特省，东临多姆山省和康塔爾省。
与朗特伊接壤的市镇（或旧市镇、城区）包括：阿尔比尼亚克、贝纳、拉沙佩勒欧布罗、拉格莱若勒、达尼亚、诺阿亚克、蒂雷讷、科纳克。

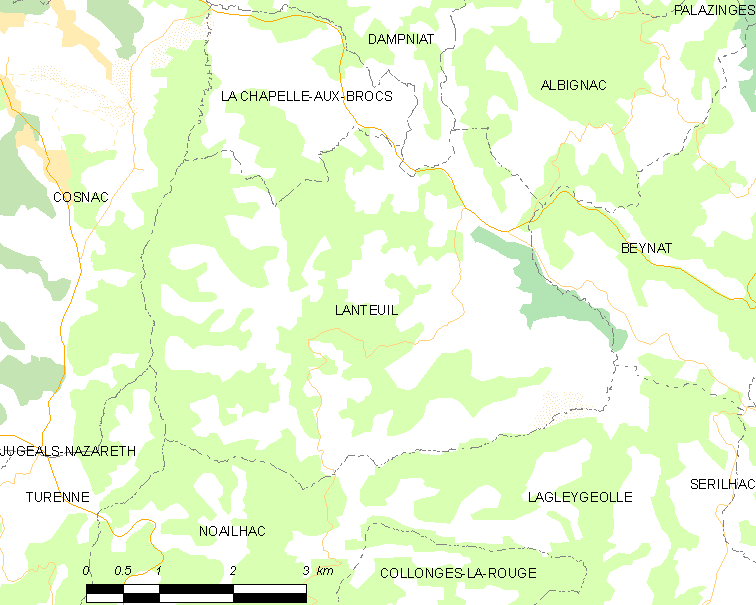
朗特伊的OSM定位图

朗特伊的时区为UTC+01:00、UTC+02:00（夏令时）。

## 行政
朗特伊的邮政编码为19190，INSEE市镇编码为19105。

## 政治
朗特伊所属的省级选区为科雷兹南部县。

## 人口

1962-2008年间朗特伊人口变化图示

朗特伊于2022年1月1日时的人口数量为504人。